# Idioma taushiro
El idioma taushiro (también conocido como pinchi) es una lengua aislada del norte de Perú, hablada en la cuenca del Río Tigre en el departamento de Loreto (Perú) por miembros de la etnia pinchi, que se consideraba extinta. En 1975 se registraron siete hablantes. Un último reportaje mostrado en el 2014 por América Televisión indicó la existencia de una persona que habla esta lengua y, finalmente en el 2017, Amadeo García García, el último hablante de la lengua, fue condecorado por el Ministerio de Cultura en el día de la lengua materna. Actualmente hay un hablante nativo de taushiro según el Ministerio de Cultura.
El primer glosario del Taushiro, que contenía 200 palabras, fue recopilado por Daniel Velie in 1971.

## Clasificación
Kaufman (1994) propone también una relación entre el candoshi, el omurano (mayna) y el taushiro. Esta propuesta resulta interesante porque en última instancia existen multitud de propuestas que relacionan de alguna manera numerosas familias o lenguas del norte de Perú, que a su vez podrían estar relacionadas con las lenguas jívaro-cahuapanas.

## Descripción lingüística

### Clasficación
Siguiendo los trabajos de Tovar (1961), Loukotka (1968), y Tovar (1984), Kaufman (1994) observa que aunque el taushiro ha sido relacionado con las lengas záparas, en realidad, muestra mayor correspondencia léxica con el candoshi y especialmente con el omurano. Por esas razones, en 2007 reclasificó el taushiro y el omurano (aunque no el kandoshi) como lenguas záparo-yawanas.
Jolkesky (2016) también observó que existen algunas similitudes léxicas con el tequiraca y el leco.

### Gramática
El taushiro es una lengua que usa postposiciones en lugar de preposiciones, y además usa el orden sintáctico VSO.

## Alfabeto
El taushiro cuenta con un alfabeto oficial hecho por el Ministerio de Cultura y establecido mediante Resolución Ministerial N.º 110-2020-MINEDU, del 25 de febrero de 2020, con 17 letras y más una apóstrofo conforman el alfabeto taushiro: a, ch, e, h, i, j, k, n, ñ, o, r, sh, t, u, w, y, '.

## Amadeo García García
En junio de 2015, el último hablante nativo, Amadeo García García, residía en "Intuto, a orillas del río Tigre en la región noreste de Perú, Loreto". Zachary O’Hagan realizó trabajo de campo específico con él, abordando temas como etnohistoria, genealogía, prácticas socioculturales, léxico y gramática.
Hasta diciembre de 2017, lingüistas del gobierno peruano adscritos al Ministerio de Cultura, trabajando con Amadeo, habían creado una base de datos con 1.500 palabras en taushiro, 27 relatos y tres canciones.